# Імператор Заходу
Імператор Заходу (фр. Empereur d'Occident) — умовне позначення титулу правителя Франкської імперії після того, як король Карл Великий був 25 грудня 800 коронований Папою Левом III у Римі імператорської короною. Останній імператор Заходу, Беренгар I, помер у 924.
Імператори заходу носили звичайно титул «імператор римлян» (лат. imperator Romanorum) або «імператор Римської імперії» (лат. imperator Romanum gubernans imperium). Наступниками імператорів Заходу вважали себе імператори Священної Римської імперії, заснованої в 962 німецьким королем Оттоном I Великим.

## Історія титулу

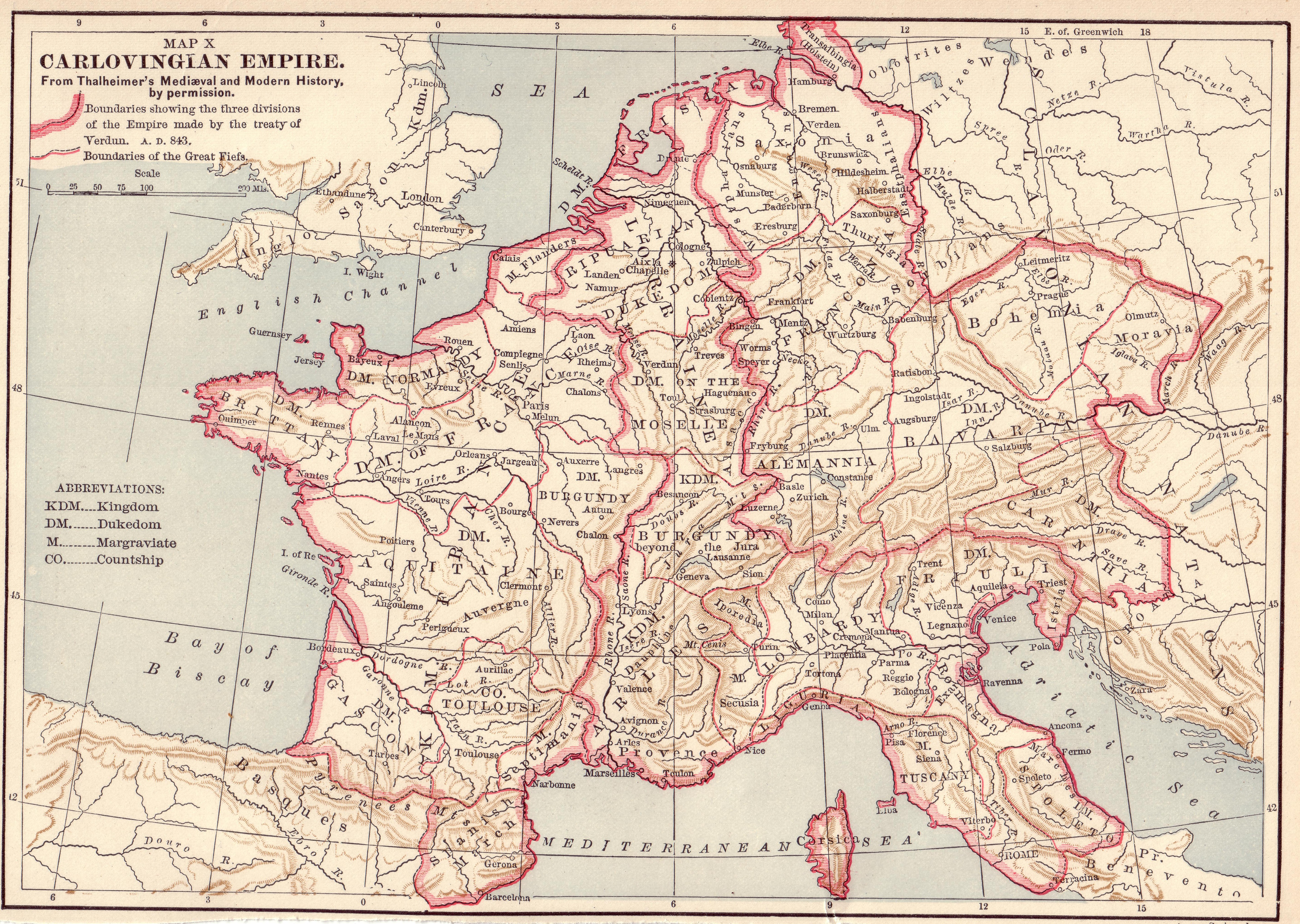
Франкська імперія в період свого найбільшого розширення

До 800 року Карл I Великий створив могутнє королівство, що включало в себе сучасні Франції, Німеччини та Північну Італію. А 25 грудня Папа Римський Лев III на святковій месі, що проходила в соборі Святого Петра в Римі коронував Карла імператорською короною як римського імператора. У результаті було оголошено про відновлення Західної Римської імперії, що відображалося в офіційному титулі, який з цього часу носив Карл: імператор Римської імперії. Таким чином Франкське королівство перетворилося в імперію. Офіційно воно називалося Імперія Заходу фр. Empire d'Occident, однак в історіографії цю державу називають Франкською або Каролінзькою імперією.
Імператори Візантійської імперії (імператори Сходу, фр. Empereur d'Orient), що самі вважали себе наступниками Римської імперії, спочатку відмовилися визнати імператорський титул за Карлом. Тільки в 812 році візантійський імператор Михаїл I Рангаве формально визнав новий титул імператора в розрахунку на підтримку Заходу в боротьбі з Болгарією, що розгромила візантійське військо в 811 році. За визнання свого імператорського титулу Карл поступився Візантії Венецію і Далмацію. Проте визнання цього титулу оспорювалося Візантією в XII і XIII століттях.
Людовик I Благочестивий, син Карла, бажаючи закріпити спадкові права своїх синів, оприлюднив у липні 817 в Ахені Акт «Про порядок в Імперії» (Ordinatio imperii). У ньому старший син Людовика, Лотар оголошувався співправителем батька з титулом співімператора і отримував в управління значну частину Франкського королівства: (Нейстрію, Австразию, Саксонію, Тюрингію, Алеманію, Септиманію, Прованс та Італію). Інші сини Людовика також отримали наділи: Піпін — Аквітанію, Гасконь і Іспанську марку, Людовик — Баварію і Каринтію. Однак на грамотах ім'я Лотаря зустрічається поруч з батьківським тільки з 825. Коронований імператорською короною Лотар був 5 квітня 823 року Папою Пасхалієм I у соборі Святого Петра у Римі. Пізніше Лотар не раз повставав разом з братами проти Людовика I, але в 834 армія Лотара була розбита. Сам Лотар був змушений вимолювати прощення. У результаті титул співімператора було у нього відібрано, а під владою Лотара фактично залишилася тільки Італія.
Після смерті Людовика Благочестивого в 840 році Лотар спробував отримати всю батьківську спадщину, що, однак, викликало протидію його братів, Людовика Німецького і Карла II Лисого. У 841 році Лотар був розбитий у битві при Фонтене. У 843 році між братами був укладений Верденський договір, в результаті якого імперія було розділена на 3 частини. Лотар зберіг за собою Італію, а також так зване Серединне королівство, що охоплювало майбутню Лотарингію, Бургундію і Прованс. Лотар зберіг за собою також імператорський титул. Після смерті Лотаря в 855 році його володіння також були розділені між синами. Імператорський титул, який з цього моменту фактично виявився прив'язаний до титулу короля Італії, дістався старшому синові Лотара, Людовику II, коронованому імператорською короною ще за життя батька.
Людовику II вдалося розширити свої володіння за рахунок підпорядкування Південної Італії, а також Провансу, успадкованих після смерті молодшого брата, а також частини Лотаринзького королівства. Проте в кінці його правління герцогства в Південній Італії за підтримки Візантії фактично вийшли з його підпорядкування.
Після смерті Людовика II в 875 італійська імператорська гілка Каролінгів згасла. Італія разом з імператорською короною дісталася Карлу II Лисому, королю Західно-Франкського королівства. У 877 Карл помер. Італійським королівством вдалося заволодіти Карлу III Толстому, племіннику Карла II. У 881 Карл III коронувався імператорською короною, а до 884 йому вдалося на якийсь час відновити єдину Каролінзькую імперію, але об'єднання виявилося недовговічним. Вже в кінці 887 Карл був зміщений, а імперія остаточно розпалася на кілька королівств.
Відтоді імператорський трон фактично втратив свій статус, але боротьба за нього все-таки тривала. Спочатку королем Італії коронувався маркграф Фріульський Беренгар I, пов'язаний родинними стосунками з Каролінгами (його мати була дочкою імператора Людовика Благочестивого). Однак незабаром Беренгара витиснив у Фріуль герцог Сполето Гвідо III, який також коронувався як король Італії. Італійське королівство на якийсь час фактично виявилося розділене на двоє. У 891 році Гвідо був коронований імператором. Більш того, в 892 йому вдалося домогтися коронування свого сина Ламберта.
Після смерті Гвідо в 894 році Беренгар Фріульський відновив боротьбу за королівство, але в 895 до Італії вторгся король Східного Франкського королівства Арнульф Каринтійський, племінник Карла III, що призвело до укладення перемир'я між Беренгаром і Ламбертом Сполетським. Арнульфу вдалося взяти штурмом Рим, де він у лютому 896 коронувався імператорською короною. Розвинути успіх йому завадила хвороба, в результаті якої Арнульф був змушений повернутися до Німеччини, де і помер через 3 роки. До кінця 896 року Ламберту і Беренгару вдалося вибити германців з Італії. Ламберт і Беренгар офіційно поділили королівство на дві частини.
Після смерті Ламберта в 898 Беренгар залишився єдиним королем Італії, однак незабаром він був зміщений королем Нижньої Бургундії Людовиком III Сліпим, мати якого була дочкою імператора Людовика II. Людовик III Сліпий був покликаний незадоволеною Беренгаром італійською знаттю. Восени 900 Людовик був коронований як король Італії, а 22 лютого 901 року Папа Бенедикт IV увінчав його в Римі імператорською короною. Але Беренгар не склав зброї. 21 липня 905 року йому вдалося взяти Людовика III в полон в Вероні. Людовика осліпили і вислали до Провансу, де він і залишався до кінця життя.
Тільки в 916 Беренгар став імператором. Його коронував Папа Іоанн X. Через кілька років знову утворилася партія, незадоволена імператором, яка закликала в 919 на допомогу короля Рудольфа II Бургундського. Зазнавши від останнього 29 липня 923 року вирішальної поразки, Беренгар закликав на допомогу угорців, чим остаточно відштовхнув від себе своїх прихильників, і був по-зрадницькому вбитий 7 квітня 924 року .
Після вбивства Беренгара імператорський титул зник, а владу над Італією протягом декількох десятиліть оспорювали представники ряду аристократичних родів Північної Італії і Бургундії. Папський престол в Римі опинився під повним контролем місцевого патриціату. Тільки в 962 році король Німеччини Оттон I Великий, здобувши перемогу над італійською знаттю, був помазаний на царство і коронований імперською короною. Ця дата вважається датою утворення Священної Римської імперії. Хоча сам Оттон Великий, очевидно, не мав наміру засновувати нову імперію і розглядав себе винятково як наступника Карла Великого, фактично перехід імператорської корони до німецьких королів означав остаточне відокремлення Німеччини (Східно-Франкського королівства) від Західно-Франкського (Франції) і формування нового державного утворення на основі німецьких і північноіталійських територій, що претендувало на роль спадкоємця Римської імперії і покровителя християнської церкви.

## Список імператорів Заходу
Каролінги
- 800–814 : Карл I Великий (747–814), король франків з 768, імператор з 800

- 814–840 : Людовик I Благочестивий' (778–840), король Аквітанії 781—814, імператор з 814, коронований в 816, син попереднього

- 840–855 : Лотар I  (795–855), король Баварії 814-817, імператор з 817 (співправитель батька в 817-834, коронований у 823, єдиновладний імператор з 840), король Італії з 817, король Серединного королівства з 843, син попереднього

- 850–875 : Людовик II  (825-875), король Італії (843—875), король Провансу (863—875), імператор з 850 (співправитель батька до 855), син попереднього

- 875–877 : Карл II Лисий (823—877), король Західно-Франкського королівства з 840, король Алеманнії 831—833, король Аквітанії 839—843, 848—854, король Італії з 876, імператор з 875, онук Карла Великого

- 881–887 : Карл III Товстий (839—888), король Східно-Франкського королівства 876—887 (до 882 року король алеманів і Реції), король Західно-Франкського королівства 884—887, король Італії 879—887, король Лотарингії (Карл II) 882—887, імператор 881—887, правнук Карла Великого

Гвідоніди
- 891–894 :  Гвідо Сполетський  († 894), маркграф Камеріно з 859, герцог Сполето з 882, король Італії з 889, імператор з 891

- 892–898 :  Ламберт Сполетський  (бл. 875/880 — 898), герцог Сполето з 894, король Італії з 891 , імператор з 892, син попереднього

Каролінги
- 896–899 :  Арнульф Каринтійський  (бл. 850—899), герцог Каринтії з 880, король Східно-Франкського королівства з 887 року, король Лотарингії 887—895, король Італії з 896, імператор з 896, племінник Карла III Товстого

Бозоніди
- 901–905 :  Людовик III Сліпий (бл. 880—928), король Нижньої Бургундії з 887, король Італії 900—905, імператор 901—905, онук (по матері) Людовика II

Унрошіди
- 916–924 :  Беренгар I  (850—924), маркграф фріульський з 874, король Італії з 888 , імператор з 916, онук (по матері) Людовика I Благочестивого